# Comuna Mokreț, Brovarî
Mokreț (în ucraineană Мокрець) este o comună în raionul Brovarî, regiunea Kiev, Ucraina, formată din satele Bervîțea și Mokreț (reședința).

## Demografie
Componența lingvistică a comunei Mokreț
     Ucraineană (95,96%)
     Rusă (3,96%)
     Alte limbi (0,08%)
Conform recensământului din 2001, majoritatea populației comunei Mokreț era vorbitoare de ucraineană (95,96%), existând în minoritate și vorbitori de rusă (3,96%).